# منتخب جزر فارو لكرة اليد
منتخب جزر فارو الوطني لكرة اليد (بالدنماركية: Færøernes håndboldlandshold)‏ هو ممثل الدنمارك الرسمي في المنافسات الدولية في كرة اليد .